# Коломан Мозер
Коломан Мозер (нім. Koloman Moser; 30 березня 1868 — 18 жовтня 1918) — австрійський художник, графік, проєктант декоративно-ужиткових виробів — біжутерії, меблів, рисунків тканин тощо.

## Життєпис
Народився у сім'ї директора престижної приватної гімназії Терезіанум. Без згоди батьків після школи, у 1885 році, поступив до віденської Академії образотворчих мистецтв, де навчався у Франца Румплера, Християна Гріпенкерля, Матіаса фон Тренквальда. Після смерті батька 1888 року для оплати навчання виконував ілюстрації для журналів «Wiener Mode», сатиричного «Meggendorfer-Blätter». По рекомендації викладачів був вчителем малювання дітей эрцгерцога Карла Людвига в замку Вартхольц (1892—1893). З цього часу розпочалась його дружба з художником Карлом Отто Чешка. Був членом клубу Сімох (нім. Siebener-Club) (1892—1897), з якого згодом виросла Віденська сецесія. 3 квітня 1897 року був одним з співзасновників спілки митців Віденської сецесії, для журналу якого «Ver Sacrum» виконав близько 140 ілюстрацій. Навчався у Віденському університеті прикладних мистецтв (1893—1895), де згодом викладав (1899). На межі століть він багато подорожує по Австро-Уорщині, Німеччині, Франції, Британії, Італії, Швейцарії, відвідуючи мистецькі центри, вивчаючи прикладні ремесла.
Його цікавить творчість шотландських модерністів Чарльза Ренні Макінтоша і Маргарет Макдональд Макінтош, мистецька течія «Рух мистецтв і ремесел». За їхнім прикладом 1902 року він засновує разом з художником Йозефом Гофманом і підприємцем Фріцем Верндорфером підприємство «Віденські майстерні» для виготовлення виробів промислового дизайну. Разом з художником Густавом Клімтом він вийшов з Віденського сецесіону (1905), потім з «Віденських майстерень» (1907) через протиріччя з Верндорфером, приділяючи більше уваги живопису. Він почав брати участь у міжнародних виставках модерну в Австро-Угорщині, Німеччині, Римі. Одним з найвизначніших творів стали вітражі і мозаїки до модерніської церкви покровителя Австрії — Св. Леопольда,так звана Ам-Штайнгоф (1903—1907). Виконані ним 18 вітражів вважають вершиною мистецтва скла Югендштилю.
Одружився 1 липня 1905 року з донькою промисловця Діті Маутнер Маркгоф, у шлюбі з якою народилось два сини Карл (1906) і Дітріх (1909).
У 1916 році зхворів на рак горла, від чого помер 1918 року. Похований на цвинтарі Гітцінгер.

### Твори
За ескізами Коло Мозера виготовляли сервізи «Bakalowits», меблі серії Der reiche Fischzug, лампи «Wiener Werkstätte», вітражі для будівель Wiener Secession «Мистецтво» (знищене 1945), 18 вівтарів костелу Ам Штайнгоф, словенського «Народного дому» в Трієсті (спалений 1920), майолікові декорації будинків у Відні, декорації для драм, опер, австрійські поштові марки для Боснії і Герцеговинаи (1906, 1912), перші поштові марки Ліхтенштейну (1912/18), ювілейна марка до 75-річчя Франца Йосифа I 1905), австро-угорські поштові марки (1915), макет 100-кронової банкноти (1910), книжкові ілюстрації, плакати, живопис.

## Галерея

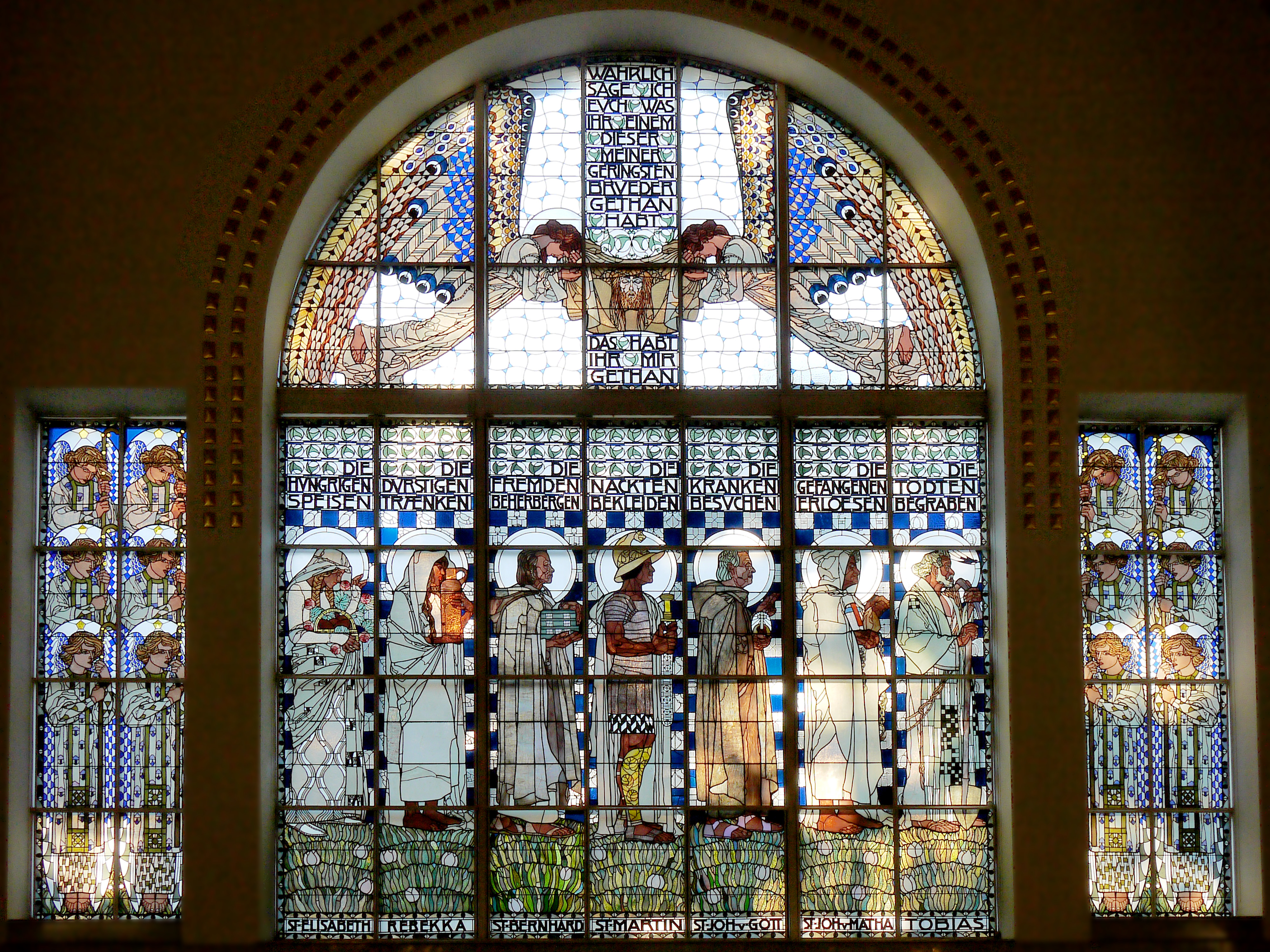
Вітражі церкви на Штайнгофі
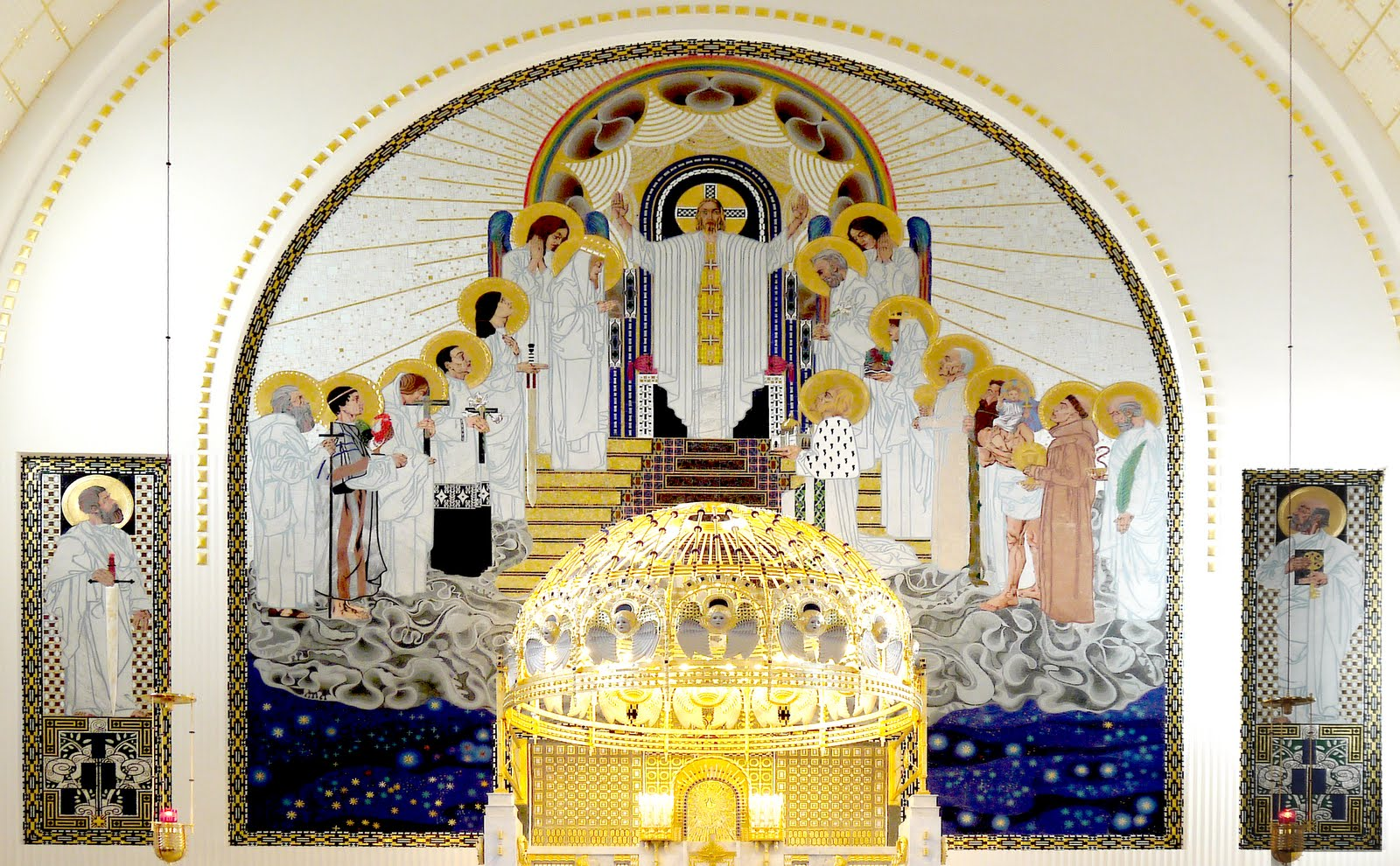
Вівтарна мозаїка церкви на Штайнгофі
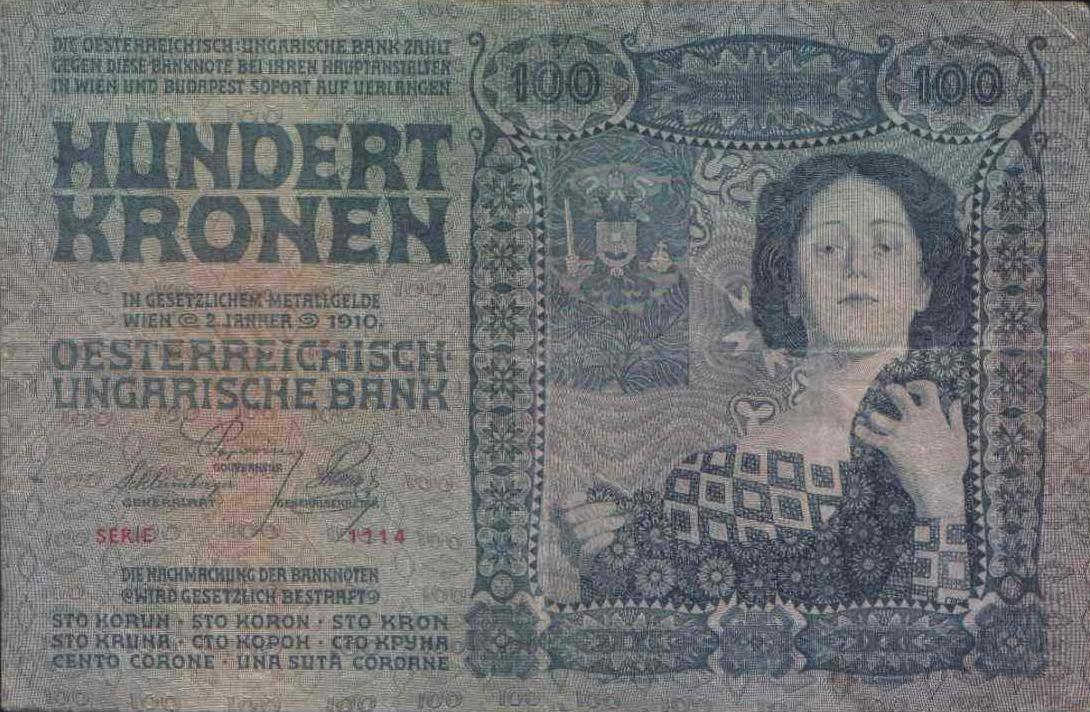
Бакнота 100 крон Австо-Угорщини. 1910
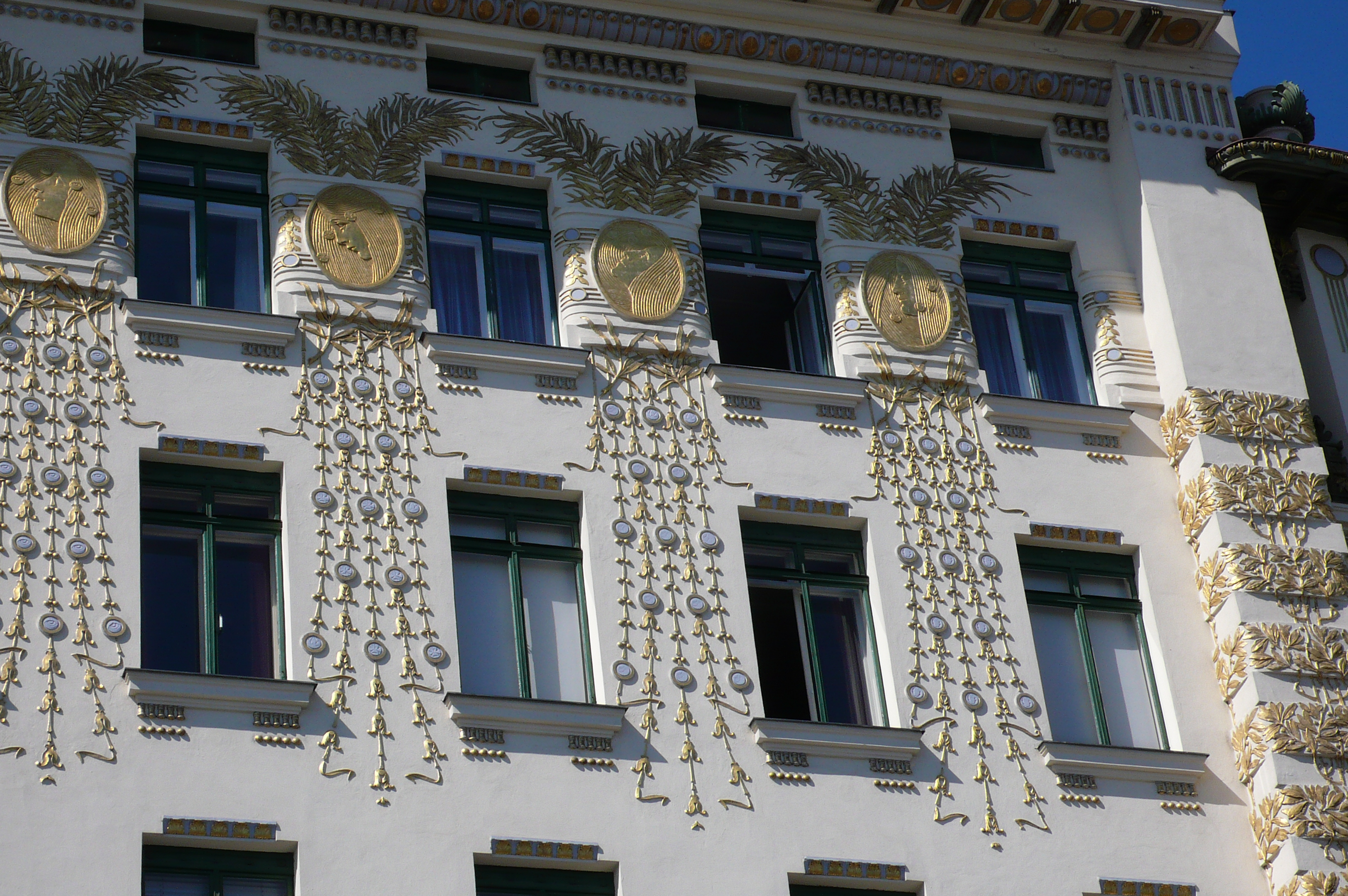
Декор фасаду. вул. Wienzeile38. Відень
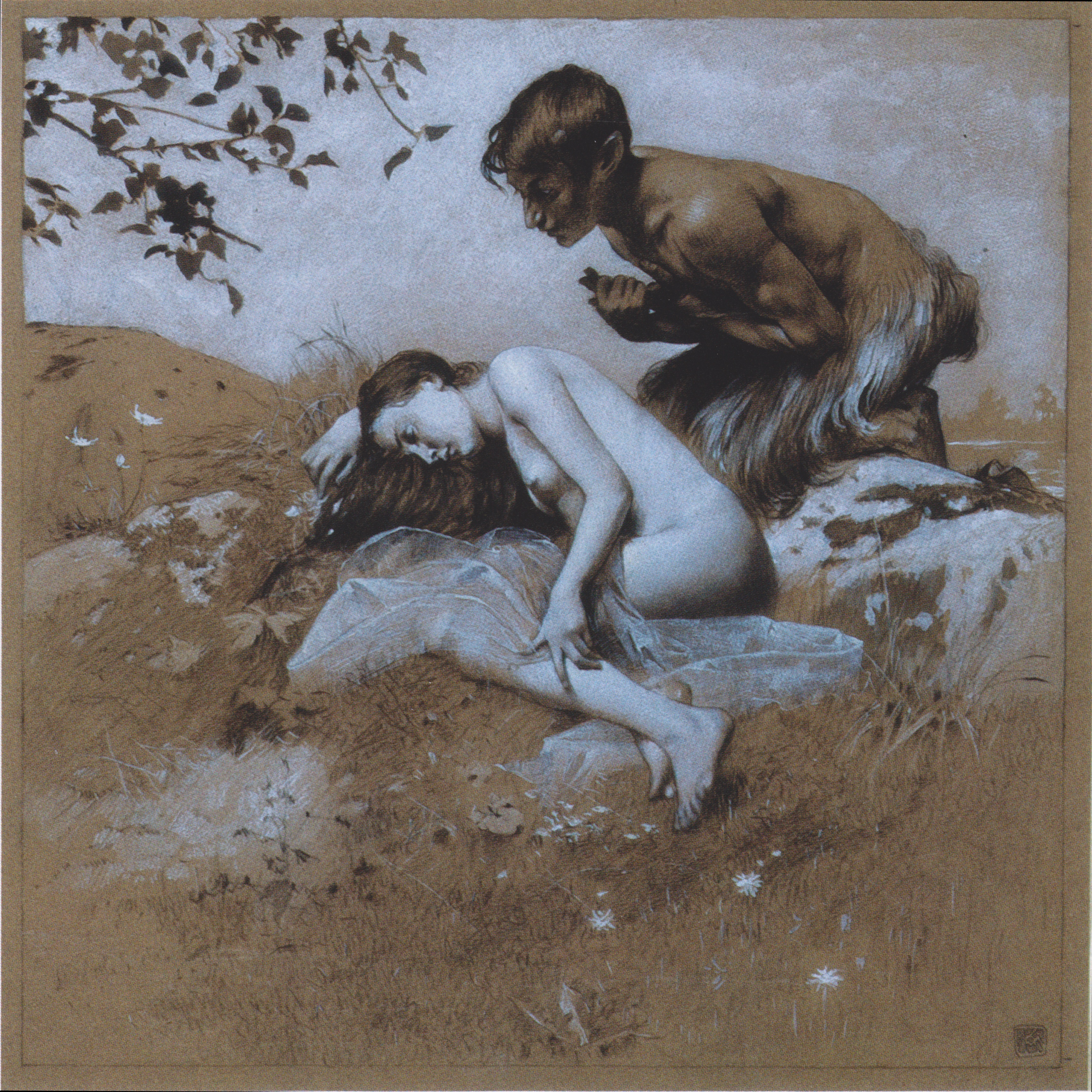
Кохання 4. 1895
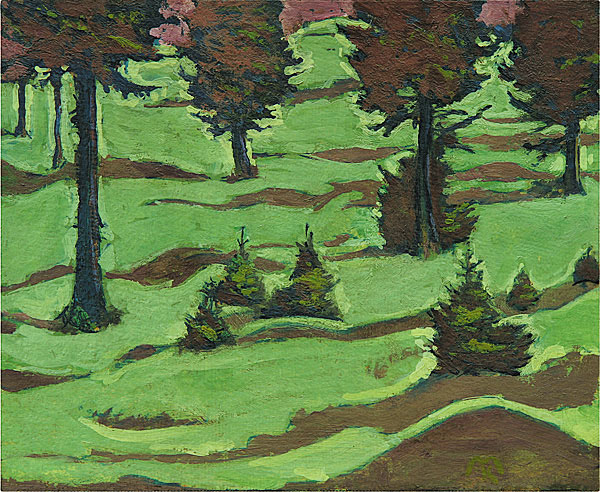
Підлісок (1913)
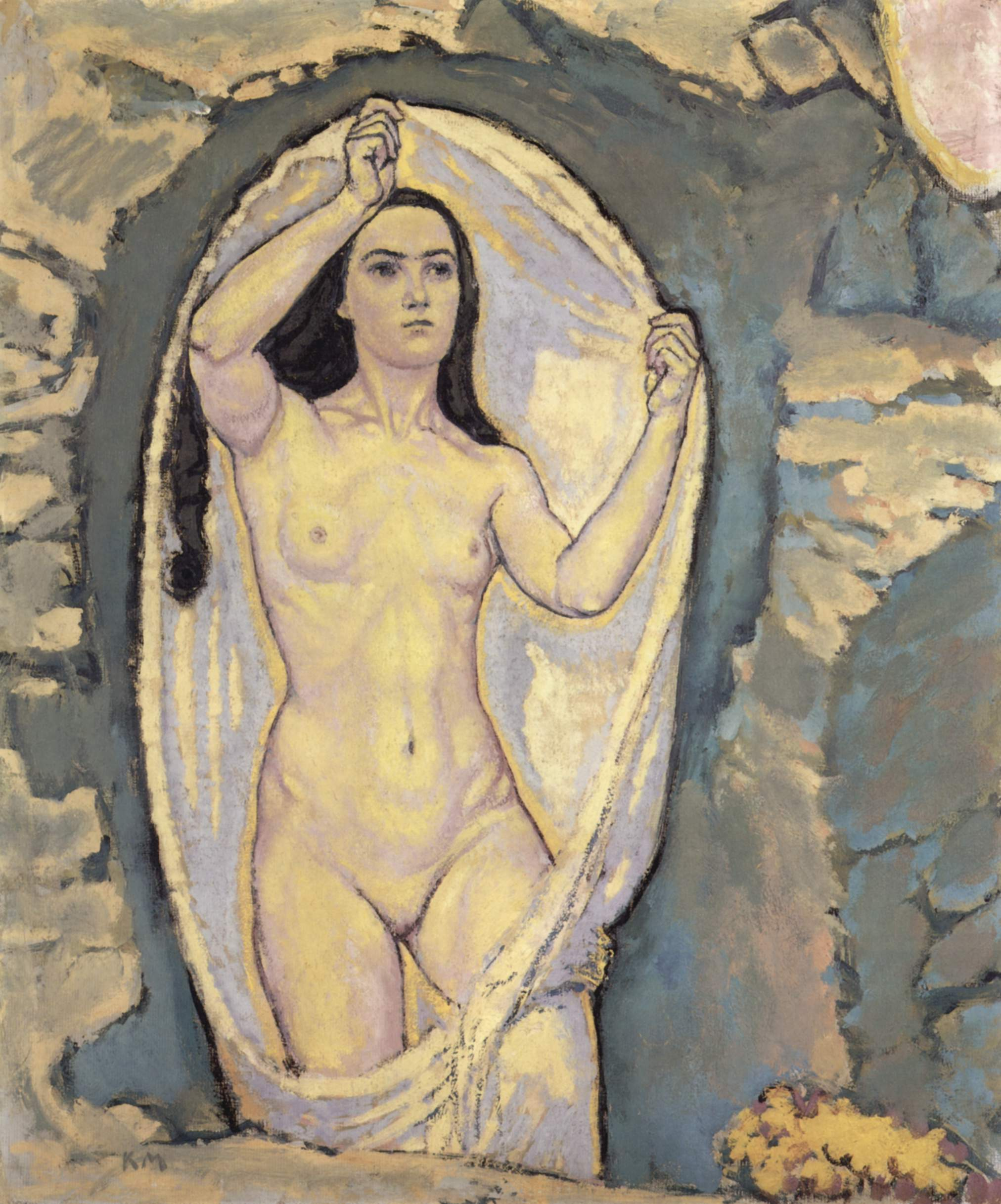
Венера в гроті (1915), Музей Леопольда, Відень
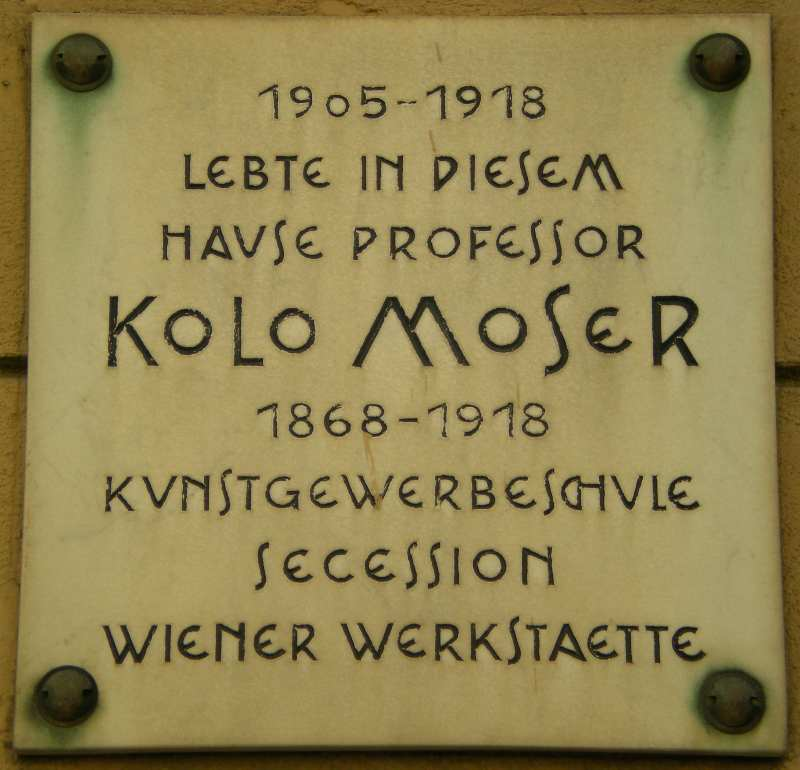
Меморіальна дошка на квартирі Мозера на Ландштрассер Хауптштрассе 138